# Gino Sopracordevole
Gino Sopracordevole, né le 24 septembre 1904 à Venise et mort en 1995 dans la même ville, est un rameur d'aviron italien.

## Palmarès

### Jeux olympiques
- Paris 1924
  -  Médaille d'argent en deux barré.

### Championnats d'Europe
- Championnats d'Europe d'aviron de 1923
  -  Médaille d'argent
- Championnats d'Europe d'aviron de 1924
  -  Médaille de bronze[1]